# Posture

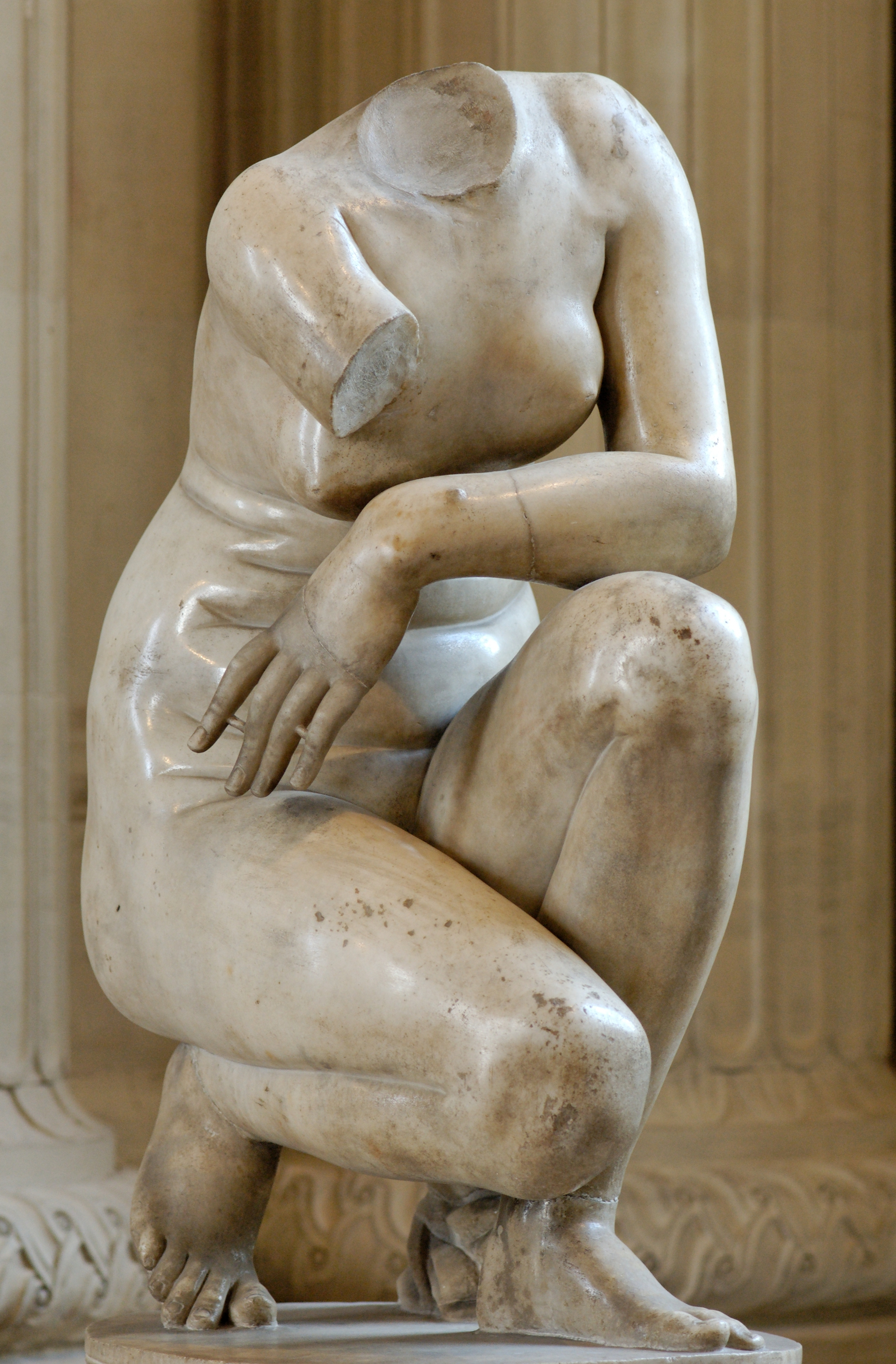
Aphrodite accroupie, Musée du Louvre.

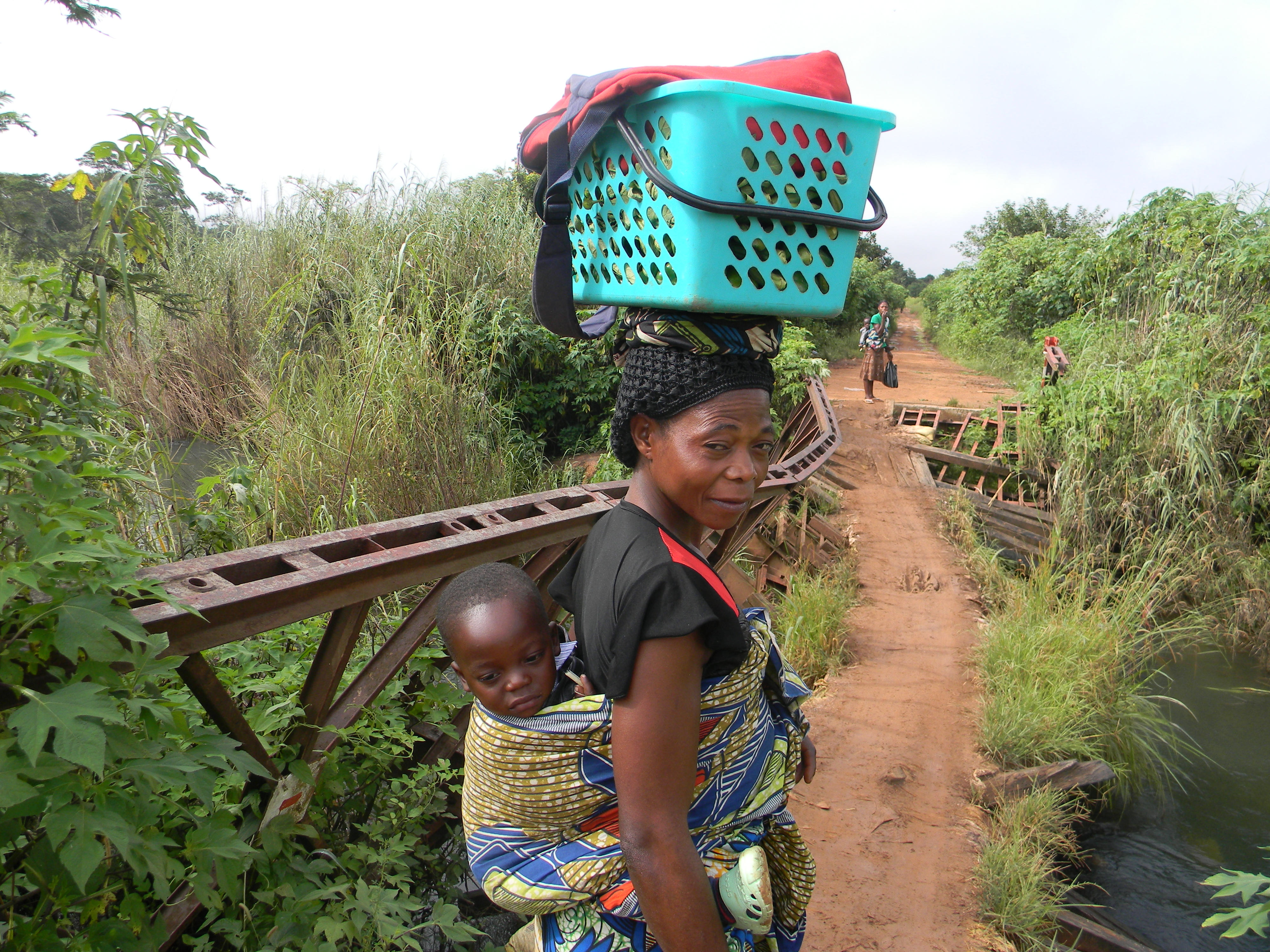
Une femme portant son bébé dans le dos et une charge en équilibre sur sa tête.

En médecine, la posture est le processus actif d'élaboration et de maintien de la configuration des différents segments du corps dans l'espace.
Elle exprime la manière dont l'organisme affronte les stimulations du monde extérieur et se prépare à y réagir.

## En posturologie
En posturologie, la notion de posture est différente de celle de position.
Elle est le fruit d'une activité musculaire à la fois tonique et phasique[Quoi ?].
La configuration des segments corporels est élaborée sur un mode plutôt tonique mais non
exclusivement, elle est maintenue sur un mode plutôt phasique mais non exclusivement.